# K Eendracht Wervik
Maillots
Dernière mise à jour : 29 juin 2018.
Le Koninklijke Eendracht Wervik est un club de football belge, localisé dans la commune de Wervik. Le club, porteur du matricule 3694, évolue en Division 3 Amateur lors de la saison 2018-2019. C'est sa 21e saison dans les séries nationales, dont 7 ont été jouées au troisième niveau.

## Histoire
Le club est fondé durant la Seconde Guerre mondiale, par la fusion de deux clubs de la localité, le Racing Club Wervik et le FC Wervicq Sports (matricule 644). Il s'affilie à l'Union belge de football le 25 août 1942 sous l'appellation Eendracht Wervik, et reçoit le matricule 3694. Le club est d'abord versé dans les séries provinciales, dont il gravit rapidement les échelons. En 1950, le club rejoint pour la première fois les séries nationales. Il passe une saison en Promotion, à l'époque troisième et dernier niveau national, terminée à l'avant-dernière place, synonyme de retour en provinciales.
L'Eendracht Wervik attend ensuite près de trente ans avant de revenir dans les divisions nationales. En 1979, le club obtient la montée en Promotion, devenue depuis 1952 le quatrième niveau national. Il y réalise de bonnes saisons, terminant soit dans le milieu de classement, soit dans le trio de tête. Après une troisième place en 1985 et en 1987, ainsi qu'une deuxième place entretemps, le club remporte finalement sa série en 1988 et rejoint pour la seconde fois de son Histoire la Division 3, 38 ans après son précédent séjour.
Le club conclut ses trois premières saisons en troisième division dans le milieu du classement, sans jamais être menacé pour son maintien. Mais ensuite, les résultats deviennent moins bons au fil des ans, jusqu'en 1994 et une dernière place dans sa série, synonyme de relégation en Promotion après six saisons consécutives en Division 3. Malgré tout, le club célèbre sa reconnaissance en tant que « Société Royale » et adapte son nom en Koninklijke Eendracht Wervik. Le club ne parvient pas à s'adapter, et subit une deuxième relégation consécutive, le renvoyant vers la première provinciale, 16 ans après l'avoir quittée. 
Le club parvient à revenir en nationales en 1999, mais ce retour ne dure qu'une saison. Les années suivantes, il descend même jusqu'en troisième provinciale, le septième niveau du football belge, et ne remonte en deuxième provinciale qu'en 2010. Deux ans plus tard, il retrouve la première provinciale. Il remporte le titre provincial en 2015, ce qui lui permet de revenir au niveau national pour la première fois depuis 15 ans et d'intégrer la Division 3 Amateur, nouvellement créée.

## Résultats dans les divisions nationales
Statistiques mises à jour le 30 juin 2018

### Palmarès
- 1 fois champion de Promotion en 1988

### Bilan
| Niv | Divisions     | Jouées | Titres | TM Up | TM Down |
| --- | ------------- | ------ | ------ | ----- | ------- |
| I   | 1re nationale | 0      | 0      |       |         |
| II  | 2e nationale  | 0      | 0      |       |         |
| III | 3e nationale  | 7      | 0      |       |         |
| IV  | 4e nationale  | 11     | 1      |       | 1       |
| V   | 5e nationale  | 2      | 0      |       |         |
|     |               |        |        |       |         |
|     | TOTAUX        | 20     | 1      | 0     | 1       |

- TM Up : test-match pour départager des égalités, ou toutes formes de Barrages ou de Tour final pour une montée éventuelle.
- TM Down : test-match pour départager des égalités, ou toutes formes de Barrages ou de Tour final pour le maintien.

### Classements saison par saison
| Ordre               | Saison  | Nom du club        | Niveau                         | Classement final | Remarques                 |
| ------------------- | ------- | ------------------ | ------------------------------ | ---------------- | ------------------------- |
| 1                   | 1950-51 | Eendracht Wervik   | Promotion (D3) série B         | 15e/16           | Relégué!                  |
| séries provinciales |         |                    |                                |                  |                           |
| 2                   | 1979-80 | Eendracht Wervik   | Promotion série A              | 10e/16           |                           |
| 3                   | 1980-81 | Eendracht Wervik   | Promotion série A              | 9e/16            |                           |
| 4                   | 1981-82 | Eendracht Wervik   | Promotion série A              | 6e/16            |                           |
| 5                   | 1982-83 | Eendracht Wervik   | Promotion série A              | 3e/16            |                           |
| 6                   | 1983-84 | Eendracht Wervik   | Promotion série A              | 6e/16            |                           |
| 7                   | 1984-85 | Eendracht Wervik   | Promotion série A              | 3e/16            |                           |
| 8                   | 1985-86 | Eendracht Wervik   | Promotion série A              | 2e/16            |                           |
| 9                   | 1986-87 | Eendracht Wervik   | Promotion série A              | 3e/16            |                           |
| 10                  | 1987-88 | Eendracht Wervik   | Promotion série A              | 1er/16           | Champion et promu!        |
| 11                  | 1988-89 | Eendracht Wervik   | Division 3 série A             | 5e/16            |                           |
| 12                  | 1989-90 | Eendracht Wervik   | Division 3 série A             | 8e/16            |                           |
| 13                  | 1990-91 | Eendracht Wervik   | Division 3 série A             | 6e/16            |                           |
| 14                  | 1991-92 | Eendracht Wervik   | Division 3 série A             | 13e/16           |                           |
| 15                  | 1992-93 | Eendracht Wervik   | Division 3 série A             | 14e/16           |                           |
| 16                  | 1993-94 | Eendracht Wervik   | Division 3 série A             | 16e/16           | Relégué!                  |
| 17                  | 1994-95 | K Eendracht Wervik | Promotion série A              | 15e/16           | Relégué!                  |
| séries provinciales |         |                    |                                |                  |                           |
| 18                  | 1999-00 | K Eendracht Wervik | Promotion série A              | 12e/16           | Relégué via les barrages! |
| séries provinciales |         |                    |                                |                  |                           |
| 19                  | 2016-17 | K Eendracht Wervik | Division 3 Amateur VFV série A | 12e/16           |                           |
| 20                  | 2017-18 | K Eendracht Wervik | Division 3 Amateur VFV série A | 8e/16            |                           |